# Władcy Owernii

## Hrabiowie Owernii

### Pierwsi hrabiowie
- 479–488: Victorius
- 506: Apollonarus
- 527: Hortensjusz z Neustrii
- 532: Becco
- 533: Sigivald
- 534: Hortensjusz
- Evodius
- Georgius
- Britianus
- ok. 555: Firminus
- ok. 555–560: Sallustus
- 560–571: Firminus
- przed 585: Venerandus
- ok. 585: Nicetius I
- ok. 585: Nicetius II
- 585–590: Eulalius

Następnie Owernia była częścią Austrazji (592–595), przeszła do Burgundy (595–613), by wrócić do Austrazji (612–639).

### Hrabiowie z okresu dynastii Merowingów
- 639–656: Bobon z Neustrii
- ok. 655–675: Hektor z Neustrii
- ok. 685: Bodilon z Austrazji
- ok. 670: Calminius z Neustrii
- ok. 680: Genesius
- ok. 690: Haribert z Neustrii

### Hrabiowie z okresu dynastii Karolingów
- ok. 758: Ithier
- 760–763: Blandin
- 763–765: Chilping
- 765–778: Bertmond
- od 778: Icterius
- 819–839: Warin
- 839–841: Gerard
- 841–846: Wilhelm I
- 846–858: Bernard I Kosmata Stopa
- 858–862: Wilhelm II Młodszy
- 862–863: Stefan
- 864–886: Bernard II
- 886–918: Wilhelm III Pobożny
- 918–926: Wilhelm II Młodszy
- 926–927: Akfryd
- 927–934: Ebalus Bękart
- 934–950: Rajmund Pons
- 950–963: Wilhelm III Jasnowłosy
- 963–979: Wilhelm Taillefer
- 979–989: Gwidon I
- 989–1016: Wilhelm IV
- 1016–1032: Robert I
- 1032–1064: Wilhelm V
- 1064–1096: Robert II
- 1096–1136: Wilhelm VI
- 1136–1143: Robert III
- 1143–1155: Wilhelm VII Młodszy
- 1155–1182: Wilhelm VIII Stary
- 1182–1194: Robert IV
- 1194–1195: Wilhelm IX
- 1195–1224: Gwidon II
- 1224–1246: Wilhelm X
- 1246–1277: Robert V
- 1277–1279: Wilhelm XI
- 1279–1317: Robert VI
- 1317–1325: Robert VII
- 1325–1332: Wilhelm XII
- 1332–1360: Joanna I
  - 1338–1346: Filip II Burgundzki
  - 1349–1360: Jan II Dobry, król Francji
- 1360–1361: Filip III Burgundzki
- 1361–1386: Jan I
- 1386–1394: Jan II
- 1394–1422: Joanna II
  - 1394–1416: Jan de Berry
  - 1416–1422: Jerzy de la Tremoille
- 1422–1437: Maria I
- 1437–1461: Bertrand V de La Tour
- 1461–1494: Bertrand VI de La Tour
- 1494–1501: Jan III
- 1501–1524: Anna
- 1524–1589: Katarzyna Medycejska
- 1589–1608: Karol III Lotaryński
- 1608–1610: Małgorzata Walezjuszka

1610–1757: w domenie królewskiej
- 1757–1824: Karol Filip d'Artois

## Delfinowie Owernii
Delfinat Owernii powstał w 1155 r., kiedy to hrabia Wilhelm VII Młodszy został pokonany przez swojego stryja Wilhelma VIII, który opanował większość hrabstwa. Wilhelm VII utrzymał się na niewielkim obszarze dawnego hrabstwa i przyjął tytuł delfina.
- 1155–1169: Wilhelm VII Młodszy
- 1169–1235: Robert IV Delfin
- 1235–1240: Wilhelm VIII Delfin
- 1240–1262: Robert V Delfin
- 1262–1282: Robert VI Delfin
- 1282–1324: Robert VII Delfin
- 1324–1352: Jan I
- 1352–1356: Beraud I
- 1356–1400: Beraud II
- 1400–1426: Beraud III
- 1426–1434: Joanna I
- 1434–1486: Ludwik I
- 1486–1496: Gibert I
- 1496–1501: Ludwik II
- 1501–1525: Karol I

1525–1538: w domenie królewskiej
- 1538–1582: Ludwik III
- 1582–1592: Franciszek I
- 1592–1608: Henryk I
- 1608–1627: Maria I
- 1627–1693: Anna I

## Książęta Owernii
- 1360–1419: Jan de Berry
- 1416–1425: Maria
  - 1416–1425: Jan I de Burbon
- 1425–1456: Karol I de Burbon
- 1456–1488: Jan II de Burbon
- 1488–1488: Karol II de Burbon
- 1488–1503: Piotr II de Burbon
- 1503–1521: Zuzanna de Burbon
  - 1505–1527: Karol III de Burbon-Montpensier
- 1528–1531: Ludwika Sabaudzka